# Tyne Bridge
Die Tyne Bridge ist eine Bogenbrücke mit abgehängter Fahrbahn über den Fluss Tyne in Nordostengland. Die Straßenbrücke verbindet die beiden Städte Newcastle upon Tyne und Gateshead. Sie ist am 10. Oktober 1928 von König George V. eröffnet worden und zählt zu den bedeutenden Sehenswürdigkeiten der Region.

## Geschichte

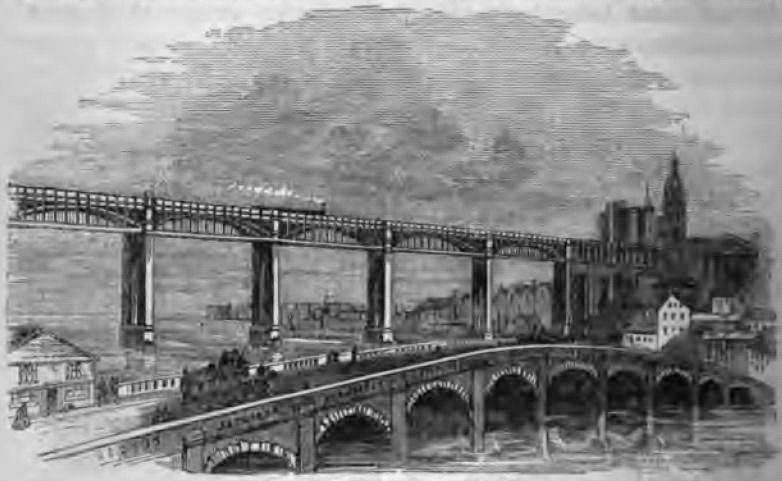
Die Steinbrücke vom Ende des 18. Jahrhunderts mit der High Level Bridge im Hintergrund, Illustration von 1861

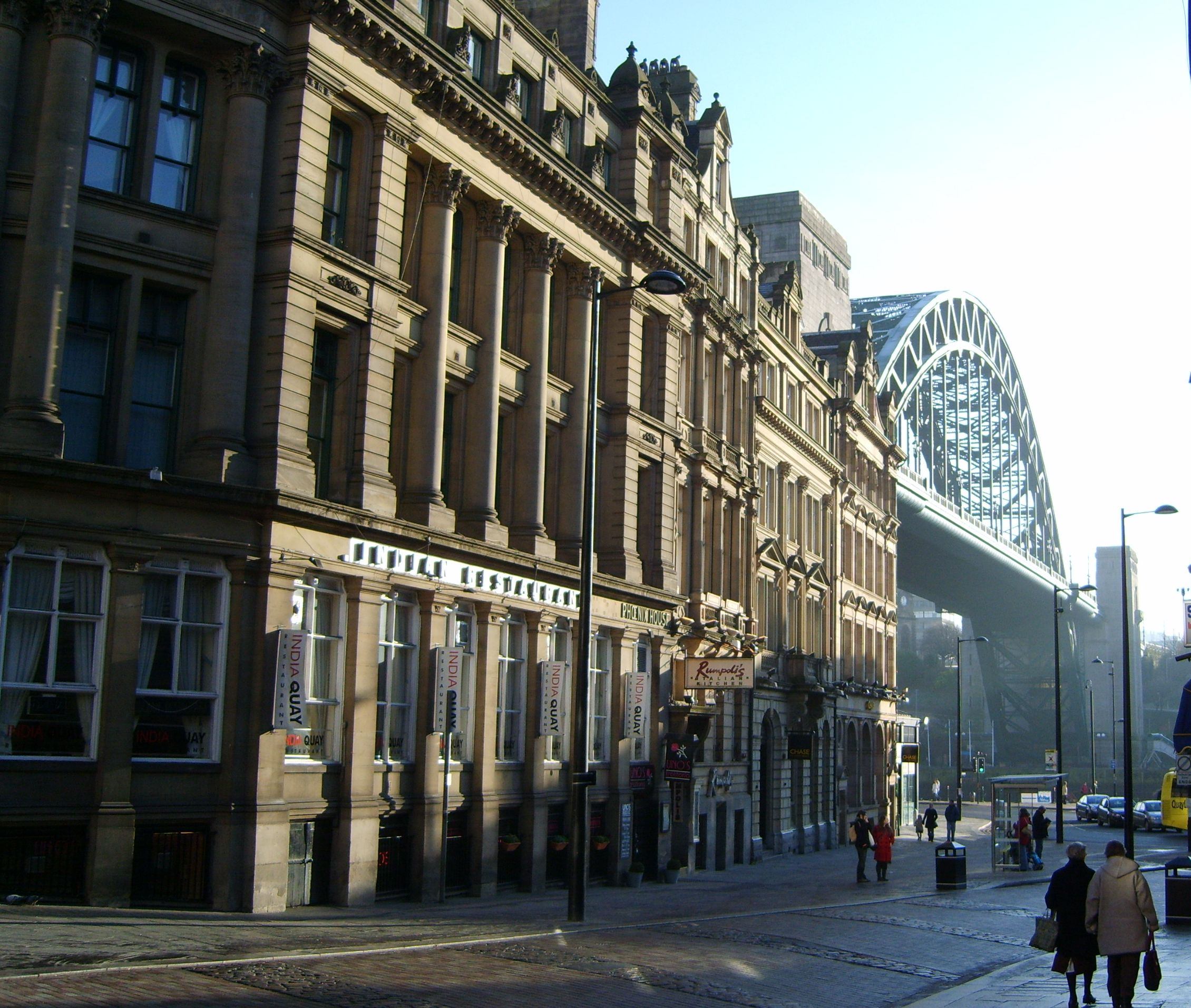
Tyne Bridge vom Quayside Viertel aus gesehen

Die erste Brücke über den Fluss Tyne haben die Römer um das Jahr 122 n. Chr. aus Holz gebaut. Sie trug den Namen „Pons Aelius“ und gehörte zum gleichnamigen Kastell, das ein Teil des Hadrianswalls war. Die Brücke hielt bis 1248, als sie bei einem Feuer völlig zerstört wurde.
Nachfolgende Holzkonstruktionen haben sich nicht bewährt. 1250 wurde eine Steinbrücke errichtet, die im Laufe der Zeit durch Überflutungen wiederholt beschädigt wurde. Zuletzt sehr erheblich bei der großen Flut des Flusses Tyne im Jahr 1771. Die daraufhin neu gebaute Steinbrücke benutzte teilweise die alten Fundamente. Wegen ihrer geringen lichten Höhe war sie ein Engpass für die Schifffahrt. Die Brücke wurde 1866 abgerissen und durch eine Drehbrücke ersetzt, um die infolge der Industrialisierung wachsende Schifffahrt auf dem Fluss nicht zu behindern.
1923 entwickelte man erste Pläne für eine große Straßenbrücke über den Fluss Tyne. Die Firma Mott, Hay und Anderson wurde mit der Planung und die Firma Dorman Long mit dem Bau beauftragt. Im August 1925 begannen die Arbeiten. Der Entwurf sah eine Bogenbrücke aus Stahl mit abgehängter Fahrbahn vor, ähnlich der Hell Gate Bridge in New York City und der damals in Bau befindlichen Sydney Harbour Bridge in Australien.  
Die Brücke wurde am 25. Februar 1928 fertiggestellt und am 10. Oktober 1928 offiziell von König George V. im Beisein seiner Ehefrau, Queen Mary, eröffnet. Das Ereignis wurde vor Ort groß gefeiert, die Kinder vor Ort bekamen einen Tag schulfrei.
2024 zierte die Brücke das Cover von Mark Knopflers Album One Deep River.

## Beschreibung
Bestimmendes Element der Brücke ist der stählerne parabelförmige Bogen, der die beiden Uferseiten freitragend verbindet. Er hat eine Länge von 161,8 m und hat eine Höhe von 59 m. Er zählt zu den höchsten Bauten der Doppelstadt. Das Gewicht der Stahlkonstruktion beträgt 7112 t.  
An beiden Enden umrahmen je zwei steinerne Türme die Brücke. Ähnlichkeiten zur Hell Gate Bridge und Sydney Harbour Bridge sind unverkennbar. Die Türme sind 5 Stockwerke hoch. Im Nordturm war ursprünglich ein Lift eingebaut, der jedoch inzwischen stillgelegt ist. Die ursprüngliche Farbe der Stahlkonstruktion war grün, nach wechselnden Anstrichen ist dies auch heute der Farbton.
Bei besonderen öffentlichen Anlässen dient die Brücke als Werbeträger. 2002 wurden die olympischen Ringe in die Parabelöffnung montiert. Newcastle war einer der Austragungsorte bei den olympischen Fußballturnieren. Beim Rugby World Cup 2015 fanden Spiele auch in Newcastle statt, die Brücke zierte damals eine große beleuchtete Werbetafel.
Am 23. August 2018 wurde die Brücke unter Grade II* Denkmalschutz gestellt. Dies ist die zweithöchste Einstufung im Vereinigten Königreich.